# Formula–1 katari nagydíj
Az első katari nagydíjat 2021-ben rendezték meg a Losail International Circuit nevű versenypályán Loszaílban. A versenyt teljes egészében esti időpontban rendezik, mesterséges fényviszonyok között. A pálya tíz jobb és hat bal kanyarból áll, hossza pedig 5380 méter, melyből a célegyenes 1068 métert tesz ki. A 2021-es, 22 versenyt magába foglaló versenynaptárból az ausztrál nagydíj a koronavírus-járvány okozta viszonyok miatt esett ki, helyére került be 2021 októberében a katari futam.  Az első versenyt Lewis Hamilton nyerte. A második versenyt egy év kihagyással 2023-ban rendezték meg. A futamot Max Verstappen már háromszoros világbajnokként nyerte meg.

## Történet
A 2006-ban, MotoGP-versenyekre épített Losail International Circuit 2021-ben került be először a Formula–1 versenynaptárába, amikor ugyanis a koronavírus-járvány miatt el kellett törölni a japán futamot.[forrás?] Ekkor bejelentették, hogy 2023-tól a bajnokság részévé válik a futam, eredetileg egy új, a fővárosban Dohában épülő utcai pályára került volna a futam, ami akár Formula–E versenyeket is rendezhetett volna, azonban 2023-ban maradt a Losail pályán a mezőny.  A 2021-es futamot Lewis Hamilton nyerte.
A Katarban megrendezett 2022-es labdarúgó-világbajnoksághoz hasonlóan a katari Formula–1-es futamot is sok botrány vette körül az emberi jogi sértések miatt, az Amnesty International bojkottra szólította fel a pilótákat. Az első katari futam azonban ennek ellenére nagyobb gondok nélkül sikeresen lezajlott.[forrás?]
2022-ben nem tartották meg a nagydíjat, mivel az akkor esedékes 2022-es labdarúgó-világbajnokságot éppen Katar rendezte. 2023-tól viszont hosszú távra szóló szerződést kapott, 2032-ig a versenynaptár része marad a nagydíj, amely a tervek szerint átkerült volna egy másik, jelenleg épülő versenypályára, azonban a dohai pálya késése miatt maradt Loszaílban a mezőny.

## Futamgyőztesek
| Év   | Versenyző      | Konstruktőr         | Pálya         | Összefoglaló  |
| ---- | -------------- | ------------------- | ------------- | ------------- |
| 2021 | Lewis Hamilton | Mercedes            | Loszaíl       | Összefoglaló  |
| 2022 | Nem rendeztek  | Nem rendeztek       | Nem rendeztek | Nem rendeztek |
| 2023 | Max Verstappen | Red Bull-Honda RBPT | Loszaíl       | Összefoglaló  |
| 2024 | Max Verstappen | Red Bull-Honda RBPT | Loszaíl       | Összefoglaló  |